# St. Dionysius (Steinthaleben)
Die evangelische Dorfkirche St. Dionysius steht im Ortsteil Steinthaleben der Gemeinde Kyffhäuserland im Kyffhäuserkreis in Thüringen.

## Geschichte
917 soll der Überlieferung zufolge eine dem Heiligen Dionysios geweihte Kirche gebaut worden sein. Diese wurde zwischen 1736 und 1740 abgerissen und durch die heute bestehende Kirche ersetzt. Die Dorfkirche befindet sich in einem guten baulichen Zustand. 
Die Orgel des Orgelbauers Julius Strobel ist nicht mehr bespielbar.

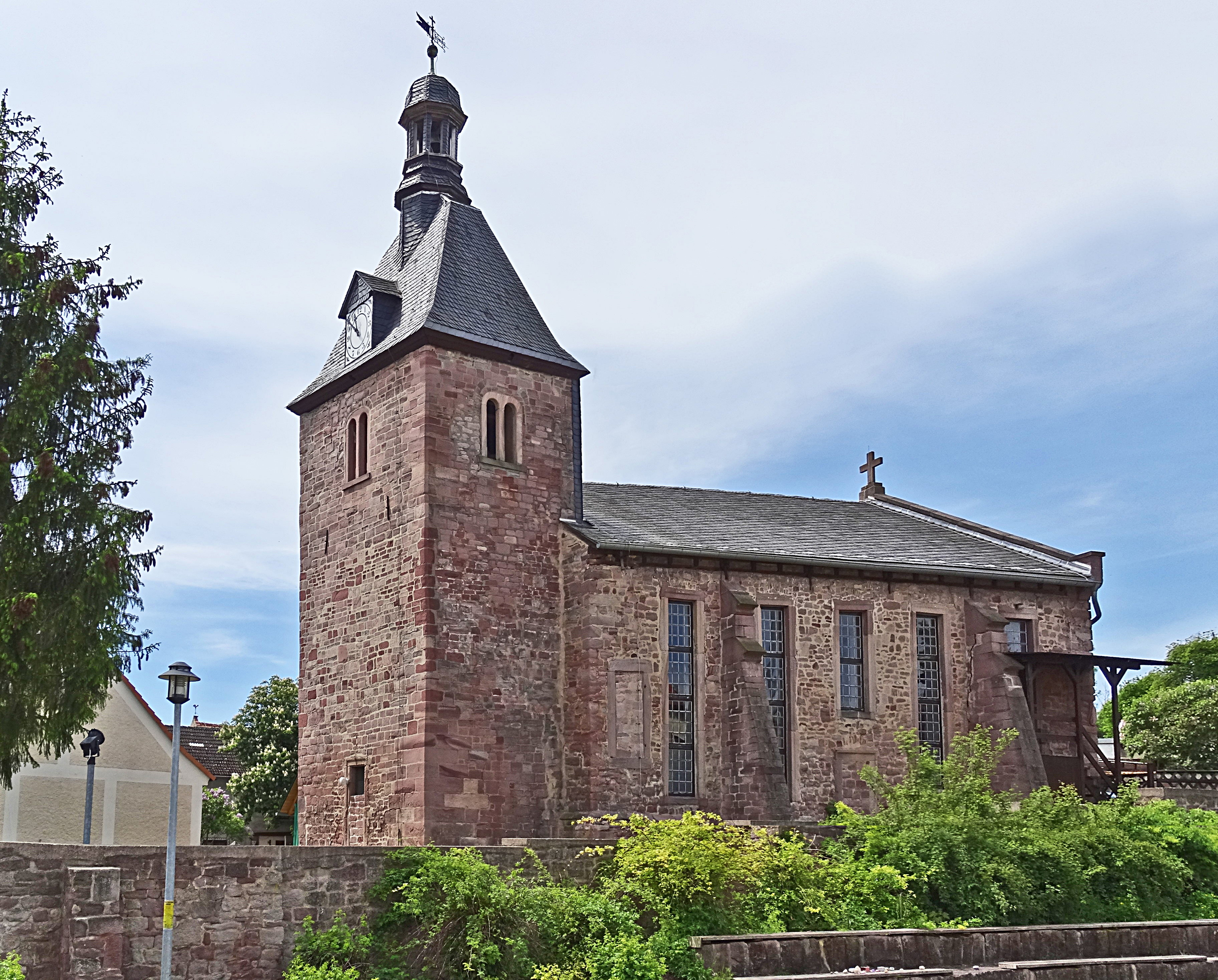
Die Kirche von Nordosten
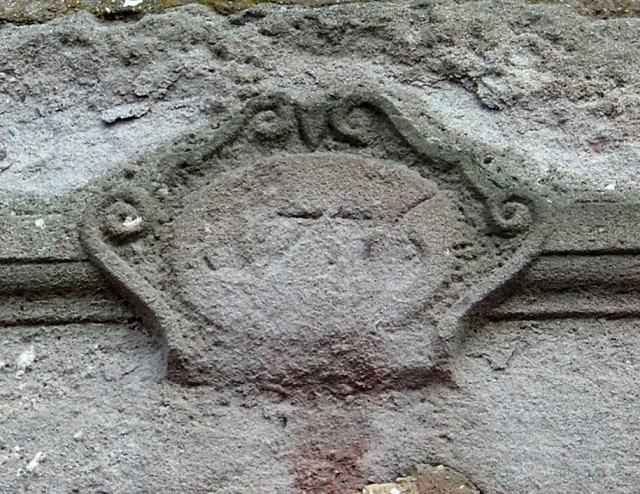
Die Jahreszahl 1776 über dem ehemaligen Westeingang
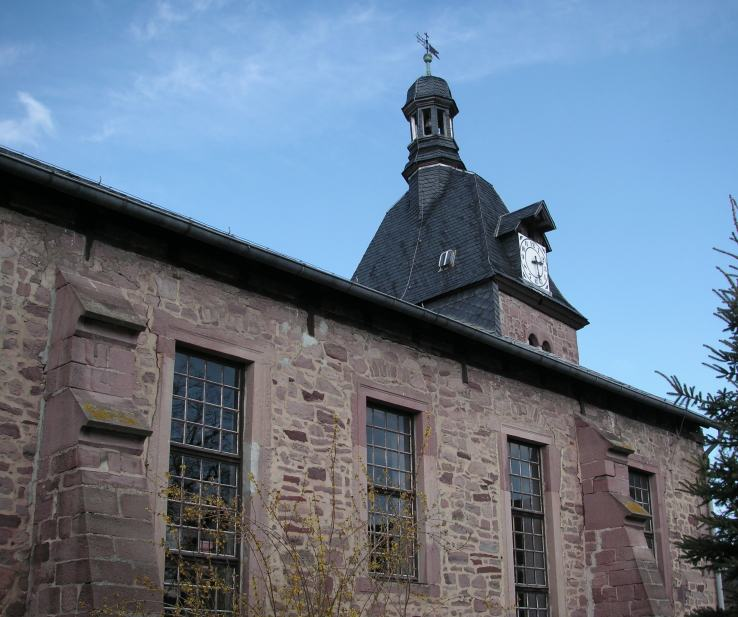
Die Kirche in westlicher Richtung
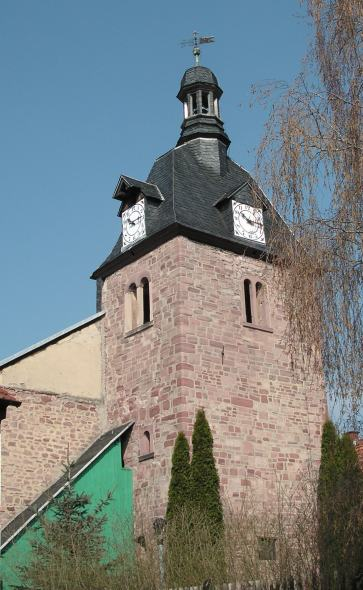
Die Kirche in östlicher Richtung
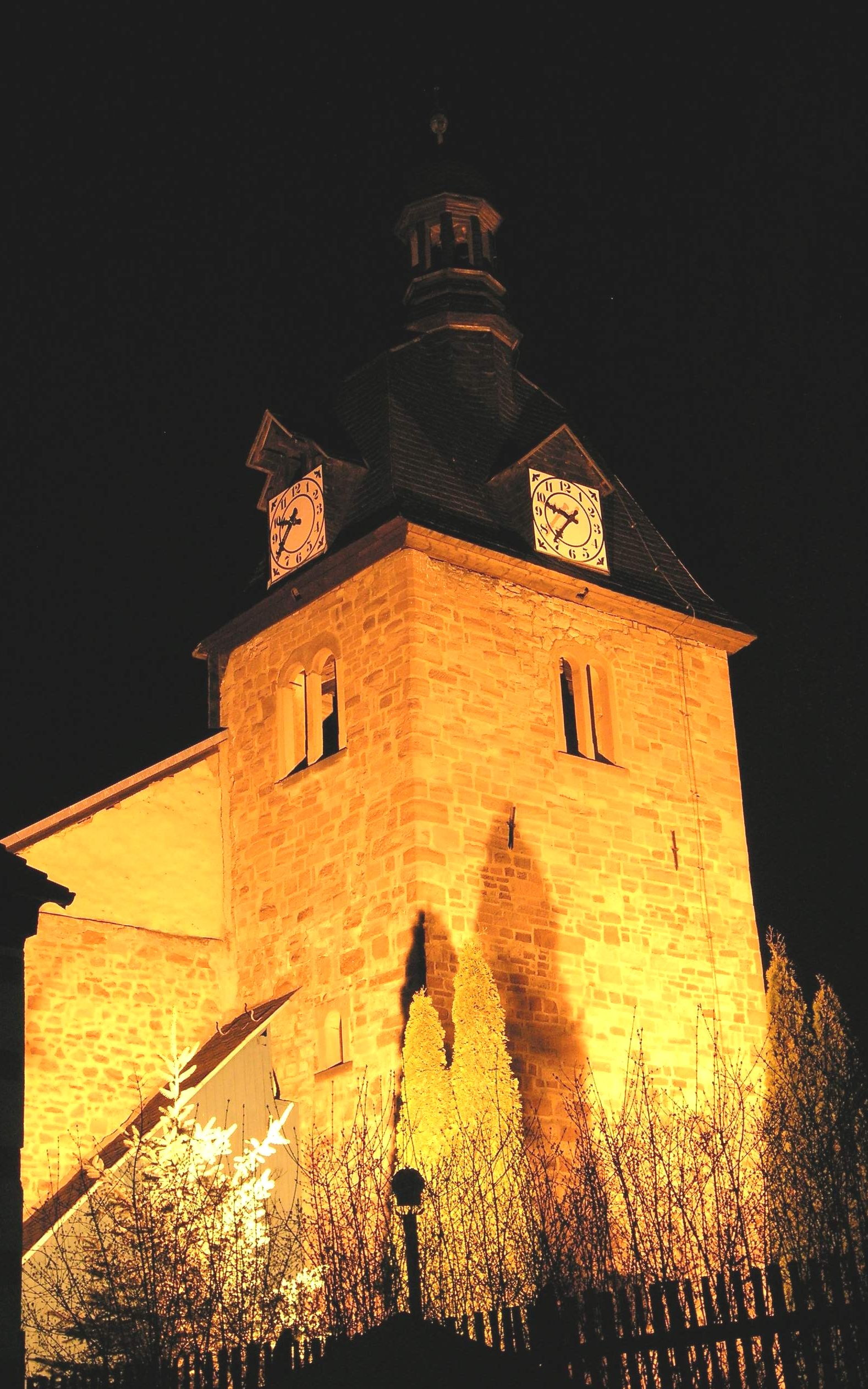
Die Kirche bei Nacht